# Вернер, Рут
Рут Вернер (нем. Ruth Werner; урождённая Урсула Кучинская, в первом браке — Гамбургер, во втором — Бертон; оперативный псевдоним — Соня), в некоторых советских документах упоминается под именем Софья Генриховна Гамбургер; (15 мая 1907, Берлин — 7 июля 2000, Лондон) — немецкая коммунистка, советская разведчица.

## Биография
Родилась в еврейской семье экономиста-демографа Роберта Рене Кучинского и его жены Берты. Сестра немецкого ученого и публициста Юргена Кучинского. В 1926 году вступила в Коммунистический союз молодёжи Германии. В 1926 году вступила в Коммунистическую партию Германии. Работала в книжном магазине Прагера в Берлине, в издательстве Ульштейн.
В 1929 году вышла замуж за архитектора Рудольфа Гамбургера. Вместе с мужем в 1930 переехала в Шанхай, где её муж получил должность архитектора в Шанхайском муниципальном совете. Сотрудничала с советскими разведчиками Рихардом Зорге и Агнес Смедли. В Шанхае Рут родила сына Михаила.
В 1933—1934 годах прошла курс разведподготовки в Москве. С мая 1934 до осени 1935 года работала на ГРУ в Северном Китае в Мукдене и Пекине. Связь с Москвой осуществляла по радио. В 1935—1938 годах работала в Польше. В апреле 1936 родилась её дочь Янина.
В 1938 году была направлена в Швейцарию. Расставшись с первым мужем, вышла замуж за английского коммуниста Леона Бертона. В 1941 году под кодовым именем «Соня» вошла в группу Шандора Радо, была радисткой. После войны переехала в Англию, где Юрген познакомил её с Гансом Кале, который добывал для неё ценную информацию. В 1950 году переехала в ГДР. Занималась журналистикой. Написала несколько книг.

## Сочинения
- Соня рапортует. Подвиг разведчицы — М.: Прогресс, 1980. — 265 с.
- Гонг торговца фарфором. Рассказы и повести. — М.: Прогресс, 1981. — 336 с.

## В кино
- 1982 — Сообщает Соня…

## Награды
- Орден Карла Маркса
- Почётная пряжка в золоте ордена «За заслуги перед Отечеством»
- Орден Дружбы (18 мая 2000 года, Россия) — за большой вклад в укрепление дружбы между народами Российской Федерации и Федеративной Республики Германия[1]
- Орден Дружбы народов (СССР)
- Орден Красного Знамени (СССР)
- Орден Красного Знамени (СССР)
- Национальная премия ГДР